# Trần Minh Vương
Trần Minh Vương, né le 28 mars 1995 dans le district de Thái Thụy (en), est un footballeur international vietnamien, qui évolue au poste de milieu offensif pour le club de Hoàng Anh Gia Lai en V-League.

## Biographie
Quand Minh Vương était jeune, son père l'a conduit à la HAGL - Arsenal JMG Academy (en) afin qu'il puisse continuer à développer ses compétences en football. À peine trois jours plus tard, son père est décédé et Minh Vương ne l'a découvert que quelques mois plus tard, car sa famille lui avait caché la nouvelle. En conséquence, chaque fois que Minh Vương marque un but, il pointe du doigt le ciel en souvenir de son père,.

## Carrière internationale

### Buts internationaux

#### Équipe première
| #  | Date         | Lieu de rencontre          | Adversaire          | Score | Résultat | Compétition                                                                           |
| -- | ------------ | -------------------------- | ------------------- | ----- | -------- | ------------------------------------------------------------------------------------- |
| 1. | 15 juin 2021 | Dubaï, Émirats arabes unis | Émirats arabes unis | 2-3   | Défaite  | Deuxième tour des éliminatoires de la zone Asie de la Coupe du monde de football 2022 |

#### Équipe U23/Olympique
| #  | Date         | Lieu de rencontre   | Adversaire           | Score | Résultat | Compétition                  |
| -- | ------------ | ------------------- | -------------------- | ----- | -------- | ---------------------------- |
| 1. | 29 juin 2018 | Cibinong, Indonésie | Corée du Sud -23 ans | 1-3   | Défaite  | Jeux asiatiques de 2018 (en) |

## Palmarès

### International
Viêt Nam -19 ans
- AFF Suzuki Cup U19 (en) :

 Finaliste :  2014 (en)
Vietnam U23/Olympique (en)
- Coupe Vinaphone (en) :

 Vainqueur : Coupe Vinaphone 2018 (en)
- Jeux d'Asie :

4e place (2018 (en))
Vietnam
- King's Cup :

 Finaliste : (2019 (en))

### Distinctions individuelles
Hoàng Anh Gia Lai
- Meilleur jeune joueur de V-League : 2014